# Кіт і миша (роман)
«Кіт і миша» (нім. Katz und Maus) — роман Ґюнтера Ґрасса, друга книга із серії «Данцизька трилогія», що вперше вийшла друком у 1961 році.

## Історія написання
Ґюнтер Ґрасс вважає, що називати «Кота та мишу» повістю не можна. Але для видавництва він був змушений дати цьому твору саме таке жанрове визначення. Час, коли відбувається дія твору, довоєнні і воєнні роки, місце дії Данциг, або точніше Данциґ-Лангфур, все середовище відповідає тому, в якому ріс юний Ґюнтер Ґрасс. Про все розповідається так достеменно, так життєподібно, що, здається, оповідач в «Коті та миші» ідентичний із самим автором. Проте це не так. Ґрасс створює постать фіктивного оповідача, якого вміщує між собою та матеріалом оповіді.

## Сюжет
У книзі функцію оповідача доручено найкращому другу головного героя Йохима Мальке, його співучневі та певною мірою шанувальникові на ім'я Піленц. Він розповідає про негарного, рудого, худенького, фізично слабкого хлопця, котрий відрізнявся від інших школярів лише тим, що був наділений від природи дуже великим борлаком, що рухався, комічно нагадуючи мишу. Хлопчаки ігнорували Мальке, він завжди лишався десь осторонь від їхньої компанії і дуже страждав від самотності. Одного разу хлопці кидають на шию Мальке кішку, яка сприймає рухливий борлак за мишку і впивається в нього пазурами. Це, до речі, зробив саме Піленц. З того моменту адамове яблуко стає для Мальке фатумом. Зла гра в «кицьки-мишки» змушує Мальке робити все можливе, щоб стати таким, як інші. Мрійливий, дуже релігійний хлопець тренує своє слабке тіло, годинами плаває в холодній воді, невтомно стрибає з борту старого іржавого корабля, пірнає у воду і перебуває там якомога довше. Він стає поступово найкращим плавцем і пірнальником школи. Віруючий Мальке приховує свою релігійність, як і образок Божої Матері, від інших, щоб не зробити те, що для нього святе, об'єктом чужих жартів.
Одного разу в школу приходить її колишній учень, який за хоробрість на фронті одержав Лицарський хрест. Мальке краде нагороду — це саме те, що йому потрібне. Хрест на стрічці має прикрити його борлак. З чужим хрестом на шиї хлопець вихваляється перед школярами свого класу. Комічне закінчується для Мальке трагічно. І не лише тому, що його витівка стала відомою шкільному директорові, а й через те, що хлопець вирішує заробити такий хрест. Він іде добровільно на фронт. М'який, мрійливий, віруючий хлопець стає взірцевим вояком і за свої подвиги отримує омріяний хрест. Він був важко поранений, став інвалідом, але тепер він може з'явитися у рідній школі як тріумфатор. Власне лише від своїх шкільних приятелів хотів би Мальке почути похвалу, побачити в їхніх очах здивування й захоплення. Саме це для нього є головним. Але Мальке не випадає з'явитися у повному блиску із заробленим власною і чужою кров'ю орденом на шиї перед своїм класом. Колишню крадіжку хреста й клоунаду з ним директор школи йому не вибачив. Мальке не пускають у школу. Він кидається на директора з кулаками. А потім накладає на себе руки.

## Переклади і видання українською
- Кіт і миша; пер. Н. В. Сняданко. — Харків: Фоліо, 2008. — 187 c. — (Література).